# 抗灾基础设施联盟
抗灾基础设施联盟（CDRI）是一个由各国、联合国（UN）机构、多边开发银行、私营部门和学术机构组成的国际联盟，旨在促进抗灾基础设施建设。
其目标是促进基础设施风险管理、标准、融资和恢复机制领域的研究和知识共享。它由印度总理纳伦德拉·莫迪于2019年9月在2019年联合国气候行动峰会上发起。
CDRI 最初的重点是发展生态、社会和经济基础设施的抗灾能力。其目标是实现成员国政策框架和未来基础设施投资的实质性改变，同时大幅减少灾害造成的经济损失。
如今，即截至2023年，CDRI 拥有39个成员，其中包括：现有阿根廷、澳大利亚、巴西、加拿大、智利、法国、德国、印度、意大利、日本、英国、美国等31个成员国。
阿尔及利亚、埃及、马来西亚、墨西哥、挪威、巴基斯坦、韩国、西班牙和瑞士受邀参加。然而，这九人正在等待会员资格批准。

## 历史
CDRI是由印度总理纳伦德拉·莫迪在新德里Vigyan Bhavan举行的2016年亚洲减少灾害风险部长级会议期间首次提出的。莫迪作为首席部长的“处理2001年古吉拉特邦地震后果的经验”促使他产生了这个想法。 CDRI 随后在2018-19年第一届和第二届抗灾基础设施国际研讨会（IWDRI）中得到概念化，该研讨会由印度国家灾害管理局（NDMA）与联合国灾害办公室合作组织减少风险组织（UNDRR）、联合国开发计划署、世界银行和全球适应委员会。
法国、德国、意大利、美国和加拿大于2020年成为CDRI成员。时光流逝，2021年初，阿根廷和智利加入了CDRI。后来，巴西加入了CDRI。

## 内阁批准
莫迪总理于2019年8月13日批准了 CDRI 的提案，随后于2019年8月28日获得联盟内阁的批准印度政府还承诺提供48亿卢比 (7,454.4万美元)的财政支持。它还规定，研究目的所需的财政资源将通过阿尤什部国家药用植物委员会的现有预算来满足。位于新德里萨夫达琼飞地的 NDMA 总部被决定作为 CDRI 临时秘书处的所在地。  NDMA 还负责准备 CDRI 的备忘录和章程。 还在MyGov.in门户网站上组织了 CDRI 徽标和口号的设计竞赛，奖金为1 万卢比 (1,600美元)和5万卢比 (776.5美元)。

## 会员
截至2023年，CDRI 共有39个成员，包括31个国家政府和8个组织。
成员国： 
- 阿富汗
- 阿根廷
- 不丹
- 巴西
- 加拿大
- 智利
- 斐济
- 法國
- 德国
- 海地
- 印度
- 義大利
- 牙买加
- 日本
- 马达加斯加
- 馬爾地夫
- 模里西斯
- 蒙古国
- 尼泊尔
- 荷蘭
- 秘魯
- 南蘇丹
- 斯里蘭卡
- 土耳其
- 英国
- 美国

8个成员组织：
- 亚洲开发银行
- 世界银行集团
- 联合国开发计划署
- 联合国减少灾害风险办公室
- 私营部门抗灾社会联盟
- 气候适应力投资联盟
- 欧盟[17]
- 欧洲投资银行

受邀成员国包括：
- 阿尔及利亚（等待会员资格批准）
- 埃及 （等待会员资格批准）
- 马来西亚 （等待会员资格批准）
- 墨西哥 （等待会员资格批准）
- 挪威（等待会员资格批准）
- 巴基斯坦（等待会员资格批准）
- （等待会员资格批准）
- 西班牙 （等待会员资格批准）
- 瑞士（等待会员资格批准）

## 启动
莫迪于2019年9月23日在美国纽约举行的2019年联合国气候行动峰会上正式启动了CDRI 他将其称为减缓气候变化的“实用方法和路线图”，并补充说“一点实践胜过大量说教”。 与印度一起参加发布会的有12个国家：澳大利亚、不丹、斐济、印度尼西亚、意大利、日本、马尔代夫、墨西哥、蒙古、卢旺达、斯里兰卡和英国。 世界银行和绿色气候基金也支持了此次启动。 
印度常驻联合国代表赛义德·阿克巴尔丁表示，印度希望利用其召集地理和经济多元化国家的能力，“全面开展工作，让一批愿意解决基础设施问题的国家坐到谈判桌前”。负责减少灾害风险的秘书长特别代表水鸟真美将 CDRI 称为一项“变革性举措”，並补充说，抗灾基础设施对于大幅减少经济损失“至关重要”。她还提到，这种经常性的损失削弱了消除贫困和可持续发展的努力。 
印度政府和UNDRR共同主办了一场名为“弹性基础设施：2030年可持续发展议程成功的关键”的活动，印度环境、森林和气候变化部部长普拉卡什·贾瓦德卡表示，CDRI是“这项倡议汇集了发达国家和发展中国家、小岛屿国家、内陆国家、拥有先进基础设施系统的国家以及基础设施存在大量赤字的国家。” 

## 外交意义
CDRI是印度在联合国之外发起的第二个主要联盟，第一个联盟是国际太阳能联盟。 两者都被视为印度在气候变化问题上获得全球领导作用的尝试， 并被印度外交部长苏杰生（Subrahmanyam Jaishankar）在2019年11月的第四届拉姆纳特·葛恩卡讲座（Ramnath Goenka Lecture）上称为印度更强品牌的一部分。 在接受《今日印度》采访时，他引用这些内容来证明印度在莫迪的领导下“更愿意与多个参与者接触”。 
金达尔全球大学金达尔国际事务学院院长斯里拉姆·查利亚表示，印度和日本在灾害管理方面拥有共同的经验，可以利用CDRI为中国的“一带一路”倡议提供更安全的替代方案。 然而，与 CDRI 不同，“一带一路”倡议是一项基础设施建设和融资倡议，CDRI 是一个国际知识平台。 

## 也可以看看
- 仙台减少灾害风险框架
- 世界减少灾害风险会议